# Новая Зеландия на зимних Паралимпийских играх 2018
Новая Зеландия на зимних Паралимпийских играх 2018 года в Пхёнчхане была представлена тремя спортсменами (Адам Халл, Корей Петерс и Карл Мерфи) в соревнованиях по горнолыжному спорту и сноуборду.

## Медали
| Золото |              |                                                     |          |
| №      | Спортсмены   | Вид спорта (дисциплина)                             | Дата     |
| 1      | Адам Халл    | Горнолыжный спорт (мужчины, слалом, стоя)           | 17 марта |
| Бронза |              |                                                     |          |
| №      | Спортсмены   | Вид спорта (дисциплина)                             | Дата     |
| 1      | Корей Петерс | Горнолыжный спорт (мужчины, скоростной спуск, сидя) | 10 марта |
| 2      | Адам Халл    | Горнолыжный спорт (мужчины, суперкомбинация, стоя)  | 13 марта |

## Состав и результаты соревнований

### Горнолыжный спорт

#### Мужчины
| Соревнования      | Класс | Спортсмены   | Заезд 1/ Скоростной спуск | Заезд 1/ Скоростной спуск | Заезд 2/ Слалом | Заезд 2/ Слалом | Заезд 3/ Кросс | Заезд 3/ Кросс | Время   | Место |
| Соревнования      | Класс | Спортсмены   | Время                     | Место                     | Время           | Место           | Время          | Место          | Время   | Место |
| ----------------- | ----- | ------------ | ------------------------- | ------------------------- | --------------- | --------------- | -------------- | -------------- | ------- | ----- |
| Скоростной спуск  | Стоя  | Адам Халл    | 1:28.65                   | 6                         | отменены        | отменены        | отменены       | отменены       | 1:27.52 | 5     |
| Скоростной спуск  | Сидя  | Корей Петерс | 1:29.61                   | 8                         | отменены        | отменены        | отменены       | отменены       | 1:26.01 | 3     |
| Супер-гигант      | Стоя  | Адам Халл    | Нет данных                | Нет данных                | Нет данных      | Нет данных      | Нет данных     | Нет данных     | 1:29.86 | 10    |
| Супер-гигант      | Сидя  | Корей Петерс | Нет данных                | Нет данных                | Нет данных      | Нет данных      | Нет данных     | Нет данных     | 1:28.80 | 11    |
| Суперкомбинация   | Стоя  | Адам Халл    | 1:29.06                   | 7                         | 46.26           | 3               | Нет данных     | Нет данных     | 2:15.32 | 3     |
| Слалом            | Стоя  | Адам Халл    | 48.69                     | 3                         | 47.42           | 1               | Нет данных     | Нет данных     | 1:36.11 | 1     |
| Гигантский слалом | Сидя  | Корей Петерс | 1:11.07                   | 12                        | 1:09.16         | 10              | Нет данных     | Нет данных     | 2:20.23 | 10    |

### Сноуборд

#### Мужчины
| Соревнование   | Спортстмен | Класс | Квалификация | Квалификация | 1/8 финала | 1/8 финала | Четвертьфинал | Четвертьфинал | Полуфинал            | Полуфинал            | Финал                | Итоговое место |
| Соревнование   | Спортстмен | Класс | 1 попытка    | Место        | Заезд      | Место      | Заезд         | Место         | Заезд                | Место                | Финал                | Итоговое место |
| -------------- | ---------- | ----- | ------------ | ------------ | ---------- | ---------- | ------------- | ------------- | -------------------- | -------------------- | -------------------- | -------------- |
| Сноуборд-кросс | Карл Мерфи | LL2   | 1:00.08      | 7            | 7          | 1          | 4             | 2             | завершил выступление | завершил выступление | завершил выступление | 6              |

| Соревнование | Спортсмен  | Класс | 1 попытка | 2 попытка | 3 попытка | Место |
| ------------ | ---------- | ----- | --------- | --------- | --------- | ----- |
| Слалом       | Карл Мерфи | LL2   | 52.00     | 51.80     | 50.21     | 5     |